# Singer Leó
Singer Leó (Várpalota, 1877. november 6. – Auschwitz, 1944. június vége)  várpalotai rabbi.

## Élete
Singer Ábrahám fiaként született, és édesapja 1914-es halála után örökölte rabbiszékét is Várpalotán. Igen jelentős irodalmi munkásságot fejtett ki. 1944-ben a nácik deportálták, majd ők ölték meg.

## Művei

### Önálló művek
- Maimon Salamon élete és működése, bölcsészdoktori értekezés, Budapest, 1901
- Izrael panasza és feladata. Balassagyarmat, 1906
- Asmodai. Drámai költemény három felvonásban. 1922 – színdarab, amelyben az Asmodai mondát dolgozta fel
- Asmodáj tanulmányok, Budapest, 1922
- Apró történetek a Talmudból és a Midrasból, Budapest, 1927
- Eszter királyné. 1928, 1940 – színdarab

### Műfordítások
- Baḥya ibn Paquda Ḥovot ha-Levavot egyes részei, 1907
- Patai József Kabala című novelláskötetét németre, 1919
- Pészach-Haggada, 1929
- Ganzfried Salamon Kiẓẓur Shulḥan Arukhja. 1934–1939; reprint: 1962. (3 kötetben)
- Zsoltárok (megjelent 1962-ben)

Kolbo címen folyóiratot indított – a mű végül is kétkötetes könyvformátumban tudott megjelenni, 1926